# Planchonella brevipes
Planchonella brevipes är en tvåhjärtbladig växtart som beskrevs av Albert Charles Smith. Planchonella brevipes ingår i släktet Planchonella och familjen Sapotaceae. Inga underarter finns listade i Catalogue of Life.